# 압둘라이 파이
압둘라이 파이(프랑스어: Abdoulaye Faye, 1978년 2월 26일 ~ )는 세네갈의 전 축구 선수로, 포지션은 수비수이다.

## 수상

#### 클럽
스토크 시티
- FA컵 준우승: 2010-11

웨스트햄 유나이티드
- 풋볼 리그 챔피언십 플레이오프: 2011-12

헐 시티
- 풋볼 리그 챔피언십 준우승: 2012–13

#### 개인
- 스토크 시티 올해의 선수: 2008–09